# Badminton 1963
Höhepunkte des Badmintonjahres 1963 waren der Uber Cup 1963 sowie die All England, die Irish Open, die Scottish Open, die German Open, die Dutch Open und die French Open. 
==Internationale Veranstaltungen ==
| Veranstaltung | Herreneinzel  | Dameneinzel  | Herrendoppel                           | Damendoppel                    | Mixed                               |
| ------------- | ------------- | ------------ | -------------------------------------- | ------------------------------ | ----------------------------------- |
| All England   | Erland Kops   | Judy Hashman | Finn Kobberø Jørgen Hammergaard Hansen | Judy Hashman Sue Devlin Peard  | Finn Kobberø Ulla Rasmussen         |
| French Open   | Lee Kin Tat   | Irmgard Latz | Heinz Honegger Torkild Nielsen         | Irmgard Latz Imre Rietveld     | C. Harvey Janet Brennan             |
| German Open   | Erland Kops   | Judy Hashman | Erland Kops Poul-Erik Nielsen          | Karin Jørgensen Ulla Rasmussen | Poul-Erik Nielsen Kirsten Thorndahl |
| Malaysia Open | Yew Cheng Hoe | Tan Gaik Bee | Tan Yee Khan Ng Boon Bee               | Tan Gaik Bee Ng Mei Ling       | Eddy Choong Tan Gaik Bee            |
| Swedish Open  | Erland Kops   | Ursula Smith | Henning Borch Knud Aage Nielsen        | Karin Jørgensen Ulla Rasmussen | Poul-Erik Nielsen Ulla Rasmussen    |